# どいつもこいつも/ボクの未来
「どいつもこいつも/ボクの未来」（どいつもこいつも/ぼくのみらい）は、TOKIOの21作目のシングル。2001年3月7日にユニバーサルミュージックから発売された。

## 概要
同作は、ソニー・ミュージックエンタテインメントからユニバーサルミュージックへ移籍後に発売された、最初のシングル作品である。前作「恋に気づいた夜」まではCD規格が8cm CDシングルだったため、今作がTOKIOにとって最初のマキシシングルである。
表題曲の一つ「どいつもこいつも」は、メンバー全員のソロパートが存在している。また、もう一つの表題曲「ボクの未来」の作詞は、LINDBERGの渡瀬マキが手掛けている。
ジャケットの違いによる通常盤と初回盤の2形態で発売された。

## 収録曲
1. どいつもこいつも
作詞・作曲：安部純、編曲：KaaTo
  - フジテレビ系「メントレG」エンディングテーマ[1]
2. ボクの未来
作詞：渡瀬マキ、作曲：BANANA ICE、編曲：小柳"cherry"昌法、Horn Arrangement：YOKAN
  - ベネッセコーポレーション・進研ゼミ「中学講座」CMソング[4]

A面曲としては、ユニバーサル時代に発表されたシングルの中で唯一アルバム未収録曲である
3. どいつもこいつも（Backing Track）
4. ボクの未来（Backing Track）